# Roadrunner United
I Roadrunner United sono stati un supergruppo formato per festeggiare il 25º anno dalla fondazione dell'etichetta discografica heavy metal Roadrunner Records.
È stato pubblicato per l'occasione un disco con canzoni scritte da musicisti di spicco nell'ambito metal, eseguite da 57 artisti di 45 gruppi che hanno pubblicato i propri lavori con la Roadrunner. Il progetto è stato guidato da quattro coordinatori: Joey Jordison degli Slipknot, Matt Heafy dei Trivium, Dino Cazares dei Fear Factory e Robert Flynn dei Machine Head. Il progetto è nato da un'idea del manager della filiale inglese Mark Palmer e di quello della filiale americana Monte Conner. Il progetto dell'album è stato coordinato da Lora Richardson.

## Descrizione
La Roadrunner Records è stata creata nei Paesi Bassi nel 1980; iniziò la sua attività importando metal americano in Europa, fino a diventare, dopo 25 anni, una delle etichette più importanti nel genere. Dal 2001 è entrata nel gruppo della Universal Music Group mentre attualmente la maggioranza delle azioni è posseduta dalla Warner Music Group. Per celebrare il suo venticinquesimo compleanno, la Roadrunner decise di produrre un album a cui partecipano quasi tutti i suoi musicisti, progetto già tentato da altre etichette in passato.
Gli artisti prodotti dall'etichetta spaziano tra vari generi del metal e The All-Star Sessions fa lo stesso: si passa dal death in Annihilation by the Hands of God al gothic in Enemy of the State, dal black metal di Dawn of a Golden Age e Baptized in the Redemption alla power ballad Roads. Il disco contiene anche canzoni con un'influenza di tastiere (No Way Out) e punk (I Don't Wanna Be (A Superhero)). C'è anche una canzone a sfondo politico, The Rich Man, all'inizio della quale Corey Taylor, cantante degli Slipknot, prima di cantare tiene un comizio sulla società capitalistica e borghese americana.
Il 15 dicembre 2005 al Nokia Theatre di New York si è tenuto il concerto organizzato dalla Roadrunner Records con tutti i musicisti che hanno partecipato al progetto Roadrunner United. Tale concerto è stato da prima pubblicato in formato DVD nel 2008 e, nel 2023, come album dal vivo.

## Discografia

### Album in studio
- 2005 – The All-Star Sessions

### Album dal vivo
- 2023 – The Concert

### Singoli
- 2005 – The End

### DVD
- 2008 - The Concert

## Formazione
Artisti che hanno partecipato al progetto:
- Corey Taylor (Slipknot, Stone Sour)
- Mikael Åkerfeldt (Opeth)
- Rob Barrett (Cannibal Corpse, ex-Malevolent Creation)
- Matt Baumbach (ex-Vision of Disorder)
- Corey Beaulieu (Trivium)
- Glen Benton (Deicide)
- Keith Caputo (Life of Agony)
- Max Cavalera (Soulfly, Cavalera Conspiracy, ex-Sepultura, ex-Nailbomb)
- Dino Cazares (Asesino, ex-Brujeria, ex-Fear Factory)
- Dave Chavarri (Ill Niño)
- Mike D'Antonio (Killswitch Engage)
- Steve DiGiorgio (Testament, Sadus, ex-Death)
- Matt DeVries (Chimaira)
- Marcelo Dias (ex-Soulfly)
- Dez Fafara (DevilDriver, ex-Coal Chamber)
- Dani Filth (Cradle Of Filth)
- Robb Flynn (Machine Head, ex-Vio-lence, ex-Forbidden)
- Rhys Fulber (Front Line Assembly)
- Michale Graves (ex-Misfits)
- Paul Gray (Slipknot)
- Justin Hagberg (3 Inches of Blood)
- Matt Heafy (Trivium, Capharnaum)
- Andols Herrick (Chimaira)
- Steve Holt (36 Crazyfists)
- Mark Hunter (Chimaira)
- Howard Jones (Killswitch Engage, Blood Has Been Shed)
- Joey Jordison (Slipknot, Murderdolls)
- Junkie XL
- Johnny Kelly (Type O Negative)
- King Diamond (King Diamond, Mercyful Fate)
- Andreas Kisser (Sepultura)
- Andy LaRocque (King Diamond)
- Jesse David Leach (Seemless, ex-Killswitch Engage)
- Cristian Machado (Ill Niño)
- Logan Mader (ex-Machine Head, ex-Soulfly, ex-Medication)
- Sean Malone (Gordian Knot, ex-Cynic)
- Roy Mayorga (Stone Sour, ex-Soulfly, ex-Medication, ex-Thorn)
- Dave McClain (Machine Head, ex-Sacred Reich)
- James Murphy (ex-Testament, ex-Death, ex-Obituary, ex-Cancer, ex-Disincarnate)
- Tommy Niemeyer (The Accüsed, Gruntruck)
- Daryl Palumbo (Glassjaw, Head Automatica)
- Nadja Peulen (ex-Coal Chamber)
- Dave Pybus (Cradle Of Filth, ex-Anathema, ex-Dreambreed)
- Josh Rand (Stone Sour)
- Jim Root (Slipknot, Stone Sour)
- Souren "Mike" Sarkisyan (Spineshank)
- Josh Silver (Type O Negative)
- Acey Slade (Murderdolls, Trashlight Vision, ex-Dopee)
- Mike Smith (Suffocation)
- Peter Steele (Type O Negative, ex-Carnivore)
- Kyle Thomas (ex-Exhorder, ex-Floodgate)
- Jeff Waters (Annihilator)
- Jordan Whelan (Still Remains)
- Christian Olde Wolbers (Fear Factory)
- Tim Williams (Bloodsimple, ex-Vision of Disorder)